# 松井田町国衙
松井田町国衙（まついだまちこくが）は、群馬県安中市の地名。旧碓氷郡松井田町大字国衙にあたる地名である。郵便番号は379-0214。

## 地理
増田川が九十九川に合流する台地上に位置している。

### 河川
- 九十九川
- 増田川

## 歴史
江戸時代頃からある地名で、安中藩領だった。

### 年表
- 1889年 町村制施行により碓氷郡松井田町、臼井町、坂本町、西横野村、九十九村、細野村が成立し、碓氷郡九十九村となる
- 1954年 松井田町、臼井町、坂本町、西横野村、九十九村、細野村の6町村が合併して新たに碓氷郡松井田町国衙となる。
- 2006年3月18日 松井田町が安中市と合併し、安中市松井田町国衙となる。

### 地名
古来は「古代上毛野国の国府の所在地」「国府の穀物献上地」などと言われていたが、現在は「和名抄」碓氷郡八郷の1つ「石馬（こくま）郷」が訛ったものでだろうというのが定説となった。

## 世帯数と人口
2017年（平成29年）7月31日現在の世帯数と人口は以下の通りである。
| 町丁         | 世帯数  | 人口  |
| ------------ | ------- | ----- |
| 松井田町国衙 | 122世帯 | 322人 |

## 教育
市立小・中学校に通う場合、学区は以下の通りとなる。
| 番地 | 小学校               | 中学校               |
| ---- | -------------------- | -------------------- |
| 全域 | 安中市立松井田小学校 | 安中市立松井田中学校 |

## 交通

### 鉄道
鉄道駅はない。

### 道路
国道はなく県道は群馬県道122号八本松松井田線、群馬県道216号長久保郷原線がある。

## 施設
- 九十九簡易郵便局

## 避難所
指定緊急避難場所
- 九十九地区生涯学習センター[7]

指定避難所
- 九十九小学校体育館[8]
- 九十九地区生涯学習センター